# Vidni živac
Vidni ili optički živac ili očni živac (lat. nervus opticus) je drugi moždani živac, a grade ga aksoni živčanih stanica koje se nalaze u ganglijskom sloju mrežnice oka.
Živac polazi od stražnjeg dijela očne jabučice, točnije od tzv. optičkog diska ili papile optičkog živca (lat. discus nervi optici) na mrežnici, i zatim se probija kroz žilnicu i bjeloočnicu, te ulazi u očnu šupljinu. Nakon toga, živac se prostire vijugavo unazad kroz masno tkivo očne šupljine i u predjelu njenog vrha ulazi u koštani optički kanal (lat. canalis opticus). Prije ulaska u kanal, u sastav očnog živca ulazi središnja arterija mrežnice (a. centralis retinae), a zajedno s njim u kanal ulazi i oftalmična arterija.
Poslije prolaska kroz optički kanal, živac ulazi u srednju lubanjsku jamu i pruža se unazad i unutra do optičke hijazme (lat.chiasma opticum). Na tom mestu se križaju pojedina vlakna desnog i lijevog očnog živca, prelazeći na suprotnu stranu.
Na svom putu kroz očnu šupljinu i kanal živac ima vanjsku ovojnicu (lat. vagina externa nervi optici), koju grade produžeci tvrde moždane opne, te unutrašnju ovojnicu (lat. vagina interna nervi optici), koju izgrađuju paučinasta i meka moždana opna. Između omotača se nalaze tzv. intervaginalni prostori.